# Luciola lusitanica
Luciola lusitanica is een keversoort uit de familie glimwormen (Lampyridae). De wetenschappelijke naam van de soort is voor het eerst geldig gepubliceerd in 1825 door Charpentier.